# المجلس المحلي (الأردن)

المجلس المحلي هو مجلس منتخب للمحلية في الأردن. تم إنشاء أول المجالس المحلية في الأردن عام 1925، ولا يزال انتخاباها مستمرًا حتى اليوم.
قسّم التعديل الأخير الذي أُجريَ على قانون البلديات المملكة إلى 100 بلدية. 355 مجلس محلي يتبع لـ82 بلدية منها و 18 بلدية أخرى دون أي مجلس محلي؛ بسبب صغر حجمها. يتكون كل مجلس محلي من 5 أعضاء، بينهم امرأة واحدة على الأقل. عضو المجلس المحلي الذي أحرز أعلى الأصوات في الانتخابات يتم تخصيص مقعد له في المجلس البلدي، والذي يعتمد عدد أعضاءه على ما يتم تخصيصه لكل مجلس محلي.